# Джон Боуз, 1-й барон Боуз
Джон Боуз (1691 — 22 липня 1767) — І барон Боуз, пер Ірландії, політик, суддя, спікер палати лордів парламенту Ірландії та лорд-канцлер Ірландії в 1757—1667 роках. Відомий як талановитий юрист. «Прославився» своєю непримиренною ворожістю до римо-католиків.

## Життєпис
Джон Боуз народився в Лондоні. Він був другим сином Томаса Боуза — купця з «Благочестивої компанії Тернерів» і його дружини міс Норт. Джон Боуз почав працювати адвокатом в 1712 році. Він приїхав до Ірландії у складі колегії Річарда Веста — лорд-канцлера Ірландії у 1723 році. Він створив велику практику в ірландській адвокатурі і був призначений генеральним соліситором (юридичним радником) Ірландії в 1730 році, а також генеральним прокурором Ірландії у 1739 році. Потім отримав посаду головного барона казначейства Ірландії в 1741 році, хоча перед тим раніше не зміг стати третім бароном казначейства (що було напрочуд прибутковою посадою, оскільки барон казначейства отримував кілька додаткових гонорарів). Він був призначений лорд-канцлером Ірландії королем Георгом II у 1757 році, незважаючи на хронічні хвороби. В останні роки життя його ноги були настільки набряклими, що він ледве міг ходити.

## Вороже ставлення до католиків
Джон Боуз уособив собою суворість кримінальних законів XVIII століття проти ірландських католиків, коли приблизно в 1759 році постановив, що: «Закон не припускає існування будь-якої такої особи як ірландського римо-католика, і така особа не може дихати без дозволу Корони». Такі погляди, враховуючи те, що римо-католики становили понад 90 % населення Ірландії, неминуче зробили його непопулярним, і в 1760 році він зазнав нападу під час заворушень біля Палати громад парламенту Ірландії.

## Досягнення
Незважаючи на свій релігійний фанатизм, Джон Боуз вважався одним із видатних юристів та суддів свого часу. Зокрема, він був лорд-канцлером реформатором, якого хвалили за те, що він зробив Канцлерський суд «страхом для шахраїв, а також розрадою та захистом для чесних людей». Будучи генеральним прокурором, він виявив значну мужність, ставши присяжним під час голоду в Ірландії 1740—1741 років, незважаючи на епідемічний висипний тиф, який вирував у той час і забрав життя трьох інших суддів, які вирішили сміливо протистояти небезпеці. Між 1731 і 1742 роками він представляв Тагмон в Палаті громад парламенту Ірландії. Його вважали одним із найкращих ораторів свого часу. Його промова обвинувачення на суді над лордом Сантрі, якого звинуватили у вбивстві в 1739 році, була описана тими, хто її слухав, як шедевр красномовства та логіки, і призвело до того, що Палата лордів Ірландії винесла Сантрі вирок — винний.
Джон Боуз був нагороджений титулом пера Ірландії в 1758 році як барон Боуз з Клонліон, що в графстві Міт.

## Смерть
Він помер у Дубліні 22 липня 1767 року, його розумові здібності були повністю збережені, незважаючи на хвороби тіла. Він був похований у соборі Крайст-Черч у Дубліні, де його брат поставив йому пам'ятник. Він ніколи не одружувався, і його титул зник після його смерті. Він жив у Бельведер-Хаус, Драмкондра. Його маєтки перейшли до його брата Рамсі Боуза з Бінфілда, Беркшир.